# Lijst van voetbalinterlands Botswana - Zuid-Soedan
Deze lijst van voetbalinterlands is een overzicht van alle officiële voetbalwedstrijden tussen de nationale teams van Botswana en Zuid-Soedan. De landen hebben tot op heden een keer tegen elkaar gespeeld. Dat was een vriendschappelijke wedstrijd op 5 maart 2014 in Gaborone.

## Wedstrijden
| № | Plaats   | Datum        | Competitie        | Wedstrijd              | Uitslag |
| - | -------- | ------------ | ----------------- | ---------------------- | ------- |
| 1 | Gaborone | 5 maart 2014 | Vriendschappelijk | Botswana − Zuid-Soedan | 3 − 0   |

## Samenvatting
| Competitie        | Totaal gespeeld | Winst Botswana | Gelijk | Winst Zuid-Soedan | Doelsaldo Botswana – Zuid-Soedan |
| ----------------- | --------------- | -------------- | ------ | ----------------- | -------------------------------- |
| Vriendschappelijk | 1               | 1              | 0      | 0                 | 3 − 0                            |
| Totaal            | 1               | 1              | 0      | 0                 | 3 − 0                            |

Wedstrijden bepaald door strafschoppen worden, in lijn met de FIFA, als een gelijkspel gerekend.